# Технический анализ
Технический анализ — совокупность инструментов прогнозирования вероятного изменения цен на основе закономерностей изменений цен в прошлом в аналогичных обстоятельствах. Базовой основой является анализ графиков цен — «чартов» (от англ. chart — график, диаграмма) и/или биржевого стакана. Теоретически, технический анализ применим на любом рынке. Но наибольшее распространение технический анализ получил на высоколиквидных свободных рынках, например на биржах.

## История
Предпосылками к возникновению технического анализа были наблюдения изменений цен на финансовых рынках на протяжении веков. Самый старый инструмент из арсенала технического анализа — метод кэйсен (けい線), разработанный японскими торговцами рисом в XVIII—XIX веках. На западе и в России он известен как «японские свечи».
В конце XIX века американский журналист Чарльз Доу опубликовал серию статей о рынках ценных бумаг, которые легли в основу теории Доу и послужили началом бурного развития методов технического анализа в начале XX века. Развитие компьютерных технологий во второй половине XX века способствовало усовершенствованию инструментов и методов анализа, а также появлению новых методов, использующих возможности вычислительной техники.

## Теория
В техническом анализе множество инструментов и методов, но все они основаны на одном предположении: динамика движения цены определяется психологией поведения участников рынка, которые в схожих обстоятельствах под воздействием человеческих инстинктов — жадности, стадности, страхов и т. д. — ведут себя одинаково, формируя потоки спроса и предложения, а также степень дисбаланса между ними. Это и позволяет прогнозировать движение цен.
Технический анализ не рассматривает причины того, почему цена изменяет своё направление (например, вследствие низкой доходности акций, колебаний цен на другие товары или изменения иных условий), но учитывает лишь факт, что цена движется в том или ином направлении, или определённым образом, например находясь в пределах какого-то интервала цен в течение некоторого времени. Различные методики могут также учитывать объёмы торгов, сумму открытых позиций, объёмы выставленных заявок на покупку/продажу и т. п.
С точки зрения трейдера, доход может быть получен при любом движении рынка, если верно распознать тренд и открыть позицию в направлении тренда, а затем вовремя закрыть торговую позицию. Например, если цена начинает расти, надо открывать позицию на покупку и ждать окончания роста. Если цена имеет тенденцию к понижению, надо открывать позицию на продажу или закрывать ранее сделанную покупку.
В техническом анализе часто рассматривают и анализируют так называемые паттерны или модели — типовые комбинации, формирующиеся на ценовых графиках. Примерами могут служить разворотные модели («Тройная вершина», «Двойная вершина», а также обратные к ним «Тройное дно» «Двойное дно»), модели продолжения тренда (различные «Треугольники», «Флаг»).
Важное значение имеют ценовые уровни (англ. pivot level). Обычно в их роли выступают предыдущие максимумы/минимумы цен. При подходе цены к предыдущим пиковым значениям участники рынка ожидают аналогичных разворотов и стремятся выставить соответствующие приказы (торговые ордера). Это формирует соответствующие уровни «сопротивления» или «поддержки», через которые цене трудно пройти. Разные методики рассматривают модели отскока цены от уровня или прорыва уровня.
Выводы, полученные на основании технического анализа, могут расходиться с выводами из фундаментального анализа, который основывается на предположении, что текущая рыночная цена товара (ценной бумаги, валютной пары) отличается от некоей «реальной стоимости» (она переоценена или недооценена), но стремится к ней. Если рассчитать «правильную» цену, то можно ожидать, что «рынок скорректируется» до этого уровня.
Необходимо отметить, что оба метода не учитывают возможного искажения рыночной конъюнктуры под воздействием различных внешних факторов. Политические, экономические события, как в мире, так и внутри страны способны оказать самое серьёзное влияние на поведение как отдельных акций так и целых секторов. Такие воздействия могут быть связаны с природными или техногенными катастрофами, изменением законов, введением или отменой таможенных пошлин, изменением ставок налогов и иных событий.

## Постулаты технического анализа

### Движения цен на рынке учитывают всю информацию
Согласно этой аксиоме вся информация, влияющая на цену товара, уже учтена в самой цене и объёме торгов и нет необходимости отдельно изучать зависимость цены от политических, экономических и прочих факторов. Достаточно сосредоточиться на изучении динамики цены/объёма и получить направление наиболее вероятного развития рынка.

### Движение цен подчинено тенденциям
Каждое отдельное изменение цены может казаться случайным. Но совокупность изменений за некоторый промежуток времени может формировать некоторые тренды (тенденции), то есть временны́е ряды цен можно разбить на интервалы, в которых преобладают изменения цен в определённых направлениях.
Когда спрос превышает предложение — возникает восходящая тенденция. Если предложение превышает спрос — возникает нисходящая тенденция. Когда спрос и предложение уравновешивают друг друга — возникает горизонтальная тенденция (боковая, флэт, некоторые говорят «нет тренда»).
Тенденции не бывают бесконечными. В некоторых пределах считается, что вероятность продолжения текущей тенденции выше, чем вероятность её изменения. Но на определённом этапе тренд может смениться противоположным движением.

### История повторяется
Участники рынка в схожих обстоятельствах ведут себя одинаково, формируя похожую динамику изменения цен. Это позволяет применять графические модели изменения цен, выявленные на основе анализа исторических данных.

## Инструменты технического анализа
В качестве первичной информации для технического анализа используют следующие статистические показатели торгов:
- Цена, по которой совершаются сделки.
- Объём торгов.
- Показатели спроса и предложения.

Простейшим графиком цен является тиковый (отмечается точкой каждое текущее значение цены и соединяется линией с предыдущей точкой). Однако в техническом анализе используются формы графиков на базе предварительно сформированных статистических данных — японские свечи, рэнко, каги, крестики-нолики. Такие графики могут использоваться как самостоятельные модели технического анализа, так и в сочетании с дополнительными инструментами в виде дополнительных геометрических фигур или специальных графиков, формируемых поверх графика цен или рядом с ним.
Паттерны обычно выявляются на графиках трейдерами самостоятельно, без использования вспомогательных математических инструментов. Субъективность оценок рисунка на графике может существенно влиять на результат применения подобного метода.
Примеры дополнительных инструментов:
- Горизонтальная линия — горизонтальная прямая, предназначенная для отметки на графике ценовых уровней.
- Линия тренда, произвольная линия — наклонная прямая, предназначенная для выявления тенденции (тренда).
- Расчётные линии — группы линий, формируемые на основе математической обработки указанных пользователем ключевых значений (уровни Фибоначчи, линии Ганна).
- Технические индикаторы — дополнительные графики, формируемые на основе пересчёта значений, содержащихся в базовом графике цены. Обычно это различные виды усреднений (очередная точка графика рассчитывается как усреднённое значение некоторого количества предыдущих значений цены, например, скользящая средняя) или отношений (очередная точка является результатом сопоставления некоторого числа предыдущих цен — их разность, производная от изменения за период и т. п., например, индекс относительной силы). Индикаторы наглядно показывают некоторую неочевидную информацию, содержащуюся в статистике изменения цены. Индикаторы имеют минимум один изменяемый параметр, от значения которого могут существенно изменяться внешний вид результата. Индикаторы могут использоваться как отдельно так и в комплексе.

## Критика технического анализа
Несмотря на то, что многие технические аналитики считают, что их техника даёт им преимущество перед другими участниками торгов, далеко не все исследователи разделяют эту уверенность.
Большинство критики заключается в разговорах о «прошлом» и «будущем», чего нет в техническом анализе, который оперирует понятиями «возможного» и степенью вероятности движения в том или ином направлении на основании прошлых данных в схожих обстоятельствах.
Среди критиков теханализа достаточно много преуспевающих инвесторов, опирающихся на фундаментальный анализ. Например, Уоррен Баффет говорит следующее: «Я понял, что технический анализ не работает, когда перевернул графики цен „вверх ногами“ и получил тот же самый результат». Питер Линч дал ещё более резкую оценку: «Графики цен великолепны, чтобы предсказывать прошлое».

## В защиту технического анализа
Цель многих участников торгов — распознать направление, в котором движется рынок. George Lane, технический аналитик, стал известен своей рифмованной фразой: англ. «The trend is your friend!» («Тренд — ваш друг!»). Чтобы распознать тренд нужны инструменты технического анализа. Точно так же, полезно на что-то опираться, чтобы распознать происходящие изменения в тренде. Технический анализ помогает это делать, хотя точного прогноза он не даёт.
Критика, произносимая в адрес технического анализа, опирается на попытки именно прогнозировать движение цены, в то время, как истинная задача инструментов технического анализа — адекватно оценить картину происходящего на рынке в текущий момент, поэтому заявления о том, что технический анализ не работает, не совсем обоснованы.
Несмотря на всю критику, технический анализ обычно применяется в качестве инструмента для выбора точек открытия/закрытия торговых сделок.
Технический анализ является популярным инструментом, поэтому заметное количество участников рынка (особенно не владеющих инсайдерской информацией) доверяет его результатам, так или иначе учитывая их в своей деятельности. Такая массовость вполне может обеспечивать причинно-следственную связь между текущим поведением графиков и дальнейшими движениями рынка. Возможно также, что крупные игроки, знающие о популярности технического анализа среди других игроков, могут намеренно создавать условия, побуждающие тех вести себя определённым образом.

## Технический анализ и гипотеза эффективного рынка
По мнению многих специалистов[кто?], сама по себе возможность предсказывать цены, основываясь на предшествующей истории, существенным образом зависит от справедливости гипотезы «эффективного рынка». Согласно этой гипотезе цены мгновенно учитывают всю поступающую информацию. До сих пор ведутся споры как по поводу обоснованности самой гипотезы, так и по поводу возможности влияние предшествующей истории на будущие цены даже в условиях, близких к эффективности. Например, известный специалист по теории вероятностей и финансовой математике А. Н. Ширяев отмечает: «…внутренняя (довольно сложная) структура финансового рынка, видимо, даёт некоторую надежду на возможность предсказания если уж не самого движения цен, то, по крайней мере, на возможность конструкции достаточно надёжных границ их будущего движения».

## Актуальность технического анализа
До появления Интернет-трейдинга (онлайн торговли) техническим анализом интересовался только узкий круг специалистов. Сейчас учебники по теханализу продаются во многих магазинах. Таким образом, изучение технического анализа стало доступно каждому.
В результате слишком многие участники торгов следуют графикам цен, чем формируют дополнительные спрос/предложение, которые соответствуют техническому анализу и способствуют развитию тенденции в «предсказанном» индикаторами направлении.

## Организации
На международном уровне интересы технических аналитиков представлены Международной федерацией технического анализа (The International Federation of Technical Analysts, IFTA). Это некоммерческая организация, которая занимается вопросами организации обмена информацией, организацией конференций и встреч, осуществляет поддержку создания локальных обществ технических аналитиков, а также проводит сертификацию технических аналитиков.